# Élections locales écossaises de 2003 à West Dunbartonshire
Pour un article plus général, voir Élections locales écossaises de 2003.

Les élections locales écossaises de 2003 à West Dunbartonshire se sont tenues le 1er mai 2003.

## Composition du conseil
Majorité absolue : 12 sièges
| Parti        | Sièges  |
| ------------ | ------- |
| Travailliste | 17 / 22 |
| SNP          | 3 / 22  |
| Socialiste   | 1 / 22  |
| Indépendant  | 1 / 22  |